# 烏斯曼·里亞茲
烏斯曼·里亞茲（1990年10月26日—），巴基斯坦電影導演、動畫師和作曲家，為Mano動畫工作室創辦人，代表作為動畫電影《玻璃工人》。

## 簡歷
烏斯曼·里亞茲1990年10月26日出生於巴基斯坦卡拉奇。曾於美國波士頓伯克利音樂學院學習作曲。在此之前，他在卡拉奇印度河流域藝術與建築學院學習平面設計。
烏斯曼於2012年被選為TED研究員，並在2012年TED全球大會上演講。